# Iris Adrian
Iris Adrian est une actrice américaine, née le 29 mai 1912 à Los Angeles où elle meurt le 17 septembre 1994.

## Filmographie

### Actrice

#### Cinéma
- 1929 : Midnight Daddies de Mack Sennett
- 1930 : Le Vagabond roi de Ludwig Berger : Extra (non créditée)
- 1930 : Let's Go Native de Leo McCarey : Chorine (non créditée)
- 1930 : Lord Byron of Broadway de Harry Beaumont et William Nigh : une dame dans le public (non créditée)
- 1930 : Midnight Daddies : Model (non créditée)
- 1930 : Paramount on Parade (film collectif) : une fille de la chorale (non créditée)
- 1935 : Grand Exit : Diane, First Secretary (non créditée)
- 1935 : La Dernière Rumba (Rumba) de Marion Gering : Goldie Allen
- 1935 : Le Gai Mensonge (The Gay Deception) de William Wyler : la femme de Gettel (non créditée)
- 1935 : Stolen Harmony : Sunny Verne
- 1936 : C'est donc ton frère (Our Relations) de Harry Lachman : Alice
- 1936 : En parade (Gold Diggers of 1937) de Lloyd Bacon : Verna (non créditée)
- 1936 : En scène : Ms. LaRue (non créditée)
- 1936 : Ladies' Day (en) de Leslie Goodwins : Rita
- 1936 : Mister Cinderella : Lil, Maizie's Friend
- 1936 : Murder at Glen Athol : Muriel Randel
- 1936 : One Rainy Afternoon de Rowland V. Lee : Cashier (non créditée)
- 1939 : Back Door to Heaven : Sugar, Burlesque Dancer
- 1939 : Dans une pauvre petite rue : Myrtle
- 1940 : Chercheurs d'or (Go West) d'Edward Buzzell : Mary Lou (non créditée)
- 1940 : Meet the Wildcat : Jail Cell Blonde
- 1941 : En route vers Zanzibar (Road to Zanzibar) de Victor Schertzinger : French Soubrette
- 1941 : Hard Guy (en) d'Elmer Clifton : Goldie Duvall
- 1941 : L'Île de l'épouvante (Horror Island) de George Waggner : Arleen Grady
- 1941 : I Killed That Man : Verne Drake
- 1941 : L'Appel du Nord (Wild Geese Calling) de John Brahm : Mazie
- 1941 : Meet the Chump : Switchboard Operator (non créditée)
- 1941 : New York Town de Charles Vidor : Toots O'Day (non créditée)
- 1941 : Sing Another Chorus : Francine La Verne
- 1941 : Swing It Soldier : Dena Maxwellton
- 1941 : Une femme à poigne (The Lady from Cheyenne) : Chorus Girl (non créditée)
- 1941 : Too Many Blondes : Hortense Kent
- 1942 : Broadway de William A. Seiter : Maisie
- 1942 : Fingers at the Window : Babe Stanton (non créditée)
- 1942 : Highways by Night (en) de Peter Godfrey : Blonde Chorine
- 1942 : Juke Box Jenny : Jinx Corey
- 1942 : La Folle Histoire de Roxie Hart (Roxie Hart) de William A. Wellman : 'Two-Gun' Gertie Baxter
- 1942 : Moonlight Masquerade : Contestant (non créditée)
- 1942 : Ce que femme veut (Orchestra Wives) d'Archie Mayo : fille à l'arrêt de bus (non créditée)
- 1942 : Qui perd gagne  (Rings on Her Fingers) de Rouben Mamoulian : Peggy
- 1942 : To the Shores of Tripoli : Okay's Girlfriend (non créditée)
- 1943 : Calaboose : Ma
- 1943 : Convoi vers la Russie  (Action in the North Atlantic) de Lloyd Bacon : Jenny O'Hara (non créditée)
- 1943 : He's My Guy : Chorus Girl (non créditée)
- 1943 : L'Étrangleur (Lady of burlesque) de William A. Wellman : Gee Gee Graham
- 1943 : La Boule de cristal (The Crystal Ball) d'Elliott Nugent : Mrs. Angela Martin (non créditée)
- 1943 : La Sœur de son valet (His Butler's Sister) de Frank Borzage : Sunshine Twin
- 1943 : Ladies' Day : Kitty McClouen
- 1943 : Liens éternels ( Hers to Hold) de Frank Ryan : Arlene
- 1943 : Spotlight Scandals : Bernice
- 1943 : Submarine Base : Dorothy
- 1943 : Taxi, Mister : Diner Waitress
- 1944 : Alaska de George Archainbaud : Kitty
- 1944 : Barbe bleue (Bluebeard) de Edgar Georg Ulmer : Mimi Robert
- 1944 : Career Girl : Glenda Benton
- 1944 : I'm from Arkansas : Doris
- 1944 : La Femme au portrait (The Woman in the Window) de Fritz Lang : une passante (non créditée)
- 1944 : Million Dollar Kid de Wallace Fox : Mazie Dunbar
- 1944 : Once Upon a Time d'Alexander Hall : amateur de théâtre (non créditée)
- 1944 : Shake Hands with Murder : Patsy Brent
- 1944 : Swing Hostess : Marge O'Day
- 1944 : The Singing Sheriff : Lefty
- 1945 : Boston Blackie's Rendezvous : Martha
- 1945 : La fée blanche : Wilma
- 1945 : Le Club des cigognes (The Stork Club) de Hal Walker : Gwen
- 1945 : Road to Alcatraz : Louise Rogers
- 1945 : Steppin' in Society d'Alexander Esway : Shirley
- 1946 : Cross My Heart : Miss Baggart
- 1946 : The Bamboo Blonde d'Anthony Mann : Montana Jones
- 1946 : Vacation in Reno : Bunny Wells
- 1947 : Fall Guy de Reginald Le Borg : Mrs. Ed Sindell
- 1947 : Love and Learn de Frederick de Cordova : hôtesse du New Danceland  (non créditée)
- 1947 : Philo Vance Returns de William Beaudine : Maggie McCarthy Blendon, alias Choo-choo Divine
- 1947 : The Trouble with Women : Rita La May
- 1948 : Madame et ses pantins : Newspaper Columnist (non créditée)
- 1948 : Out of the Storm de R. G. Springsteen : Ginger
- 1948 : Visage pâle (The Paleface) de Norman Z. McLeod : Pepper
- 1949 : Always Leave Them Laughing : Julie Adams
- 1949 : Bodyhold : Aggie (non créditée)
- 1949 : Boulevard des passions (Flamingo Road) de Michael Curtiz : Blanche, une détenue de la prison pour femmes (non créditée)
- 1949 : Charlie Chan et le Dragon volant (Sky Dragon) de Lesley Selander : Wanda LaFern
- 1949 : Il y a de l'amour dans l'air (My Dream Is Yours) de Michael Curtiz : Peggy (non créditée)
- 1949 : La Grève des dockers (The Woman on Pier 13) de Robert Stevenson : serveuse du club (non créditée)
- 1949 : Miss Mink of 1949 : Mrs. McKelvey
- 1949 : Monsieur Joe (Mighty Joe Young) d'Ernest B. Schoedsack : Gloria (non créditée)
- 1949 : Le Faiseur (The Lovable Cheat) de Richard Oswald : Madame Mercadet
- 1949 : There's a Girl in My Heart : Lulu Troy
- 1949 : Tough Assignment : Gloria
- 1949 : Trail of the Yukon (en) de William Beaudine : Paula
- 1950 : Blondie's Hero : Mae
- 1950 : Hi-Jacked : Aggie
- 1950 : Hunt the Man Down de George Archainbaud : Marie (non créditée)
- 1950 : Joe Palooka in Humphrey Takes a Chance : Miss Tuttle
- 1950 : La Voleuse de W. Lee Wilder : Pearl
- 1950 : Sideshow : Nellie
- 1951 : Espionne de mon cœur (My Favorite Spy) de Norman Z. McLeod : Lola
- 1951 : G.I. Jane : Lt. Adrian
- 1951 : Stop That Cab : Lucy
- 1951 : Le Foulard (The Scarf) d'Ewald André Dupont : Floozy (non créditée)
- 1952 : Les Conquérants de Carson City (Carson City) d'André de Toth : fille du saloon dans la bagarre (non créditée)
- 1953 : Chasse au gang (Crime Wave) ou The City is Dark d'André de Toth : petite-amie d'Hastings (non créditée)
- 1954 : La Tueuse de Las Vegas (Highway Dragnet) de Nathan Juran : Dolly, la serveuse
- 1955 : The Fast and the Furious de John Ireland : Wilma Belding, la serveuse
- 1957 : Carnival Rock de Roger Corman : Celia
- 1957 : Pour elle un seul homme (The Helen Morgan Story) de Michael Curtiz : Louise Jensen, la secrétaire (non créditée)
- 1958 : Les Boucaniers d'Anthony Quinn : la poule du Capitaine Brown
- 1961 : Le Zinzin d'Hollywood  (The Errand Boy) de Jerry Lewis : Anastasia Anastasia, actrice
- 1961 : Sous le ciel bleu de Hawaï (Blue Hawaii) de Norman Taurog : Enid Garvey
- 1964 : Le Crash mystérieux (Fate is the hunter) de Ralph Nelson : une femme (non créditée)
- 1965 : L'Espion aux pattes de velours (That Darn Cat ! The Movie) de Robert Stevenson : la logeuse
- 1968 : Drôle de couple (The Odd Couple) de Gene Saks : Serveuse
- 1968 : Un amour de Coccinelle (The Love Bug) de Robert Stevenson : Carhop
- 1971 : Le Don Quichotte de l'Ouest (Scandalous John) de Robert Butler : Mavis
- 1971 : Un singulier directeur (The Barefoot Executive) de Robert Butler : une cliente du magasin
- 1975 : Le Gang des chaussons aux pommes (The Apple Dumpling Gang) de Norman Tokar : Poker Polly
- 1976 : Gus de Vincent McEveety : la femme du fan
- 1976 : La Folle Escapade  (No Deposit, No Return) de Norman Tokar : femme au foyer
- 1976 : Un candidat au poil (The Shaggy D. A) de Robert Stevenson : la patronne
- 1976 : Un vendredi dingue, dingue, dingue (Freaky Friday) de Gary Nelson : passagère du bus
- 1980 : La Coccinelle à Mexico (Herbie goes bananas) de Vincent McEveety : la femme de l'américain bruyant

#### Courts-métrages
- 1928 : Chasing Husbands
- 1929 : Whirls and Girls
- 1930 : College Cuties
- 1930 : Don't Give Up
- 1930 : The Freshman's Goat
- 1937 : Man to Man
- 1948 : How to Clean House
- 1950 : Foy Meets Girl
- 1952 : Heebie Gee-Gees d'Edward Bernds
- 1954 : So You Want to Know Your Relatives
- 1956 : So You Want to Be Pretty

#### Télévision

##### Séries télévisées
- 1952 : Racket Squad (en)
- 1952 : The Abbott and Costello Show : Lady with Umbrella / Woman Who Slaps Lou
- 1953 : Summer Theatre
- 1953-1964 : The Jack Benny Program : Iris / Weber's Secretary / Abby - Waitress /...
- 1955 : So This Is Hollywood
- 1956 : Alfred Hitchcock présente : Macey
- 1956 : The Lineup : Sally McGraw
- 1957 : Sugarfoot : Waitress
- 1958 : Adventures of Wild Bill Hickok : Ruby Page
- 1961 : The Detectives : Millie
- 1963 : Going My Way : Mrs. Wojack
- 1964 : Arrest and Trial (en) : Molly
- 1964 : Les monstres : The Woman
- 1965 : Les Arpents verts : Mrs. Bennett
- 1965 : Max la menace : Mrs. Dawson
- 1965 : Petticoat Junction : Mary Sills
- 1965-1966 : The Beverly Hillbillies : Marita / Wife - Marge
- 1967 : L'Extravagante Lucie (The Lucy Show) : Hard Head Hogan
- 1970-1971 : Doris Day comédie : Mrs. Miggins / Roxie Harris
- 1971 : Auto-patrouille (Adam-12) : Serveuse
- 1975 : Phyllis : Mrs Sadowski
- 1978 : The Ted Knight Show : Dottie
- 1978-1986 : La croisière s'amuse : Emma Baxter / The Amazing Alonzo Groupie
- 1980 : Trapper John, M.D. : Caterer

##### Téléfilms
- 1966 : Alice Through the Looking Glass : Tiger Lily
- 1978 : Getting Married (en) : Neighbor
- 1980 : Murder Can Hurt You! : Candy Store Proprietor

### Parolière

#### Cinéma
- 1941 : Sing Another Chorus
- 1942 : Juke Box Jenny
- 1943 : La Sœur de son valet
- 1944 : Swing Hostess
- 1946 : The Bamboo Blonde
- 1947 : The Trouble with Women
- 1948 : Visage pâle de Norman Z. McLeod
- 1949 : Always Leave Them Laughing